# سلجين
 شركة سلجين ( بالاتجليزية: Celgene Corporation) شركة تأسست في ولاية ديلاوير ومقرها الرئيسي في سوميت ، نيو جيرسي ،تطور الأدوية الخاصة بالسرطان والالتهابات الالتهابية وتطورها وتسويقها. المنتج الرئيسي للشركة هو ليناليدوميد، بالاشتراك مع ديكساميثازون لعلاج العديد من مرضى المايلوما . الموافقة ليناليدوميد أيضا في الولايات المتحدة لعلاج المرضى الذين يعانون من التي تعتمد على نقل الدم وفقر الدم ، ويرجع ذلك إلى البلدان المنخفضة أو المتوسطة-1-خطر متلازمة خلل التنسج النقوي (MDS) المرتبطة الحذف 5Q الشذوذ الوراثي الخلوي مع أو بدون إضافية الوراثية الخلوية تشوهات. يباع ليناليدوميد من خلال برامج توزيع إدارة المخاطر الخاصة ، لضمان الاستخدام الآمن والمناسب لهذه الأدوية. تمت الموافقة على Vidaza لعلاج المرضى الذين يعانون من MDS.
في نوفمبر 2019 ، أعلنت بريستول مايرز سكويب أنها أكملت استحواذها على شركة سلجين.

## المالية
السنة المالية 2017 ، أعلنت سلجين عن أرباح بقيمة 2.539 مليار دولار أمريكي ، مع عائدات سنوية قدرها 13.003 مليار دولار أمريكي ، بزيادة قدرها 15.8 ٪ عن الدورة المالية السابقة. تم تداول أسهم سلجين بأكثر من 74 دولارًا للسهم الواحد ، وقدرت قيمتها السوقية بأكثر من 51.8 مليار دولار أمريكي في نوفمبر 2018.
| عام  | إيرادات بالمليون دولار أمريكي | صافي الدخل بالمليون دولار أمريكي | إجمالي الأصول بالمليون دولار أمريكي | عدد الموظفين |
| ---- | ----------------------------- | -------------------------------- | ----------------------------------- | ------------ |
| 2005 | 537                           | 64                               | 1،258                               |              |
| 2006 | 899                           | 69                               | 2،736                               |              |
| 2007 | 1،406                         | 226                              | 3،611                               |              |
| 2008 | 2،255                         | 34 1،534                         | 4445                                |              |
| 2009 | 2،690                         | 777                              | 5،389                               |              |
| 2010 | 3،626                         | 881                              | 10،177                              |              |
| 2011 | 4،842                         | 1،318                            | 10،006                              |              |
| 2012 | 5،507                         | 1،456                            | 11734                               |              |
| 2013 | 6،494                         | 1،450                            | 13،378                              | 5.100        |
| 2014 | 7670                          | 2000                             | 17،340                              | 6،012        |
| 2015 | 9،256                         | 1،602                            | 26964                               | 6971         |
| 2016 | 11229                         | 1،999                            | 28،086                              | 7،132        |
| 2017 | 13003                         | 2،940                            | 30،141                              | 7467         |

## منتجات
| اسم العلامة التجارية | اسم (أسماء) المخدرات              | إشارة | تاريخ الموافقة (الولايات المتحدة الأمريكية) | شريك              |
| -------------------- | --------------------------------- | --- | ------------------------------------------- | ----------------- |
| الكيران              | ملفلان                            | المعالجة الملطفة للورم النقوي المتعدد ولتسكين سرطان الظهارة غير القابل للقطع في المبيض                                                                   | 01-17-1964                                  | جلاكسو سميث كلاين |
| الكيران              | هيدروكلوريد الميلفانان            | العلاج الملطف للمرضى الذين يعانون من الورم النقوي المتعدد الذين لا يناسبهم العلاج عن طريق الفم                                                           | 11-18-1992                                  | جلاكسو سميث كلاين |
|                      |                                   | |                                             |                   |
| ثالوميد              | ثاليدومايد                        | العلاج الحاد للمظاهر الجلدية للحمامي العقدي المعتدل إلى الوخيم (ENL) وعلاج الصيانة للوقاية وقمع المظاهر الجلدية لتكرار ENL                               | 07-16-1998                                  |                   |
| ثالوميد              | ثاليدومايد                        | (بالاشتراك مع ديكساميثازون ) علاج المرضى الذين يعانون من الورم النقوي المتعدد المشخص حديثًا                                                               | 05-25-2006                                  | جلاكسو سميث كلاين |
|                      |                                   | |                                             |                   |
| فوكالين              | ديكسميثيل فينيدات هيدروكلوريد CII | اضطراب نقص الانتباه وفرط الحركة (ADHD) لدى الأطفال والمراهقين                                                                                            | 11-13-2001                                  | نوفارتيس          |
| فوكالين XR           | ديكسميثيل فينيدات هيدروكلوريد CII | اضطراب نقص الانتباه وفرط الحركة (ADHD) لدى الأطفال والمراهقين والبالغين                                                                                  | 05-26-2005                                  | نوفارتيس          |
|                      |                                   | |                                             |                   |
| فيدازا               | ازاسيتيدين                        | علاج المرضى الذين يعانون من فقر الدم الحرون ، وسرطان الدم النقوي المزمن                                                                                  | 05-19-2004                                  |                   |
|                      |                                   | |                                             |                   |
| تأمل                 | ليناليدوميد                       | فقر الدم المعتمد على نقل الدم بسبب متلازمة خلل التنسج النقوي الخطيرة المنخفضة أو المتوسطة المرتبطة بحذف 5 شذوذ وراثي خلوي مع أو بدون تشوهات خلوية إضافية | 12-27-2005                                  |                   |
| تأمل                 | ليناليدوميد                       | (بالاشتراك مع ديكساميثازون ) علاج العديد من مرضى المايلوما الذين تلقوا علاجًا واحدًا على الأقل                                                             | 06-29-2006                                  |                   |

## روابط خارجية
- الموقع الرسمي